# Johann Nicolaus Seitz
Johann Nicolaus Seitz, auch Johann Nikolaus Seitz (* 3. Oktober 1646 in Ochsenfurt/Franken; † unbekannt) war Arzt in Würzburg und Mitglied der Gelehrtenakademie „Leopoldina“.
Johann Nicolaus Seitz war Physicus in Hammelburg im Fürstentum Fulda, in Mainz und in Würzburg. Hier war er auch Arzt des Krankenhauses. Seine Wirkungsdaten sind zwischen 1679 und 1715 belegt.
Am 9. Juli 1693 wurde Johann Nicolaus Seitz mit dem Beinamen MOSCHION I. als Mitglied (Matrikel-Nr. 199) in die Leopoldina aufgenommen.

## Veröffentlichungen
- Seitz, Johann Nicolaus: Dissertatio Epistolica Oder Missiv-weis geführter Discurs von der in Oesterreich und theils umbligenden Orthen grassirender laidigen Seuche Der Pestilentz, wie derselben per Medica Praeservativa vor- et Curativa abzukommen, 1679.
- Seitz, Johann Nicolaus: Trost der Armen / Beschrieben aus 46. Jähriger Experienz und Praxi, Durch Joannem Nicolaum Seitz, Medicinae Doctorem und Physicum zu Stadt Ochsenfurth, der Löblichen Leopoldinischen Reichs-Academiae naturae curiosorum Mitglied, seines Alters im 68. Jahr, Nürnberg : Lochner, 1715.